# Eolomea
Eolomea (în rusă Эоломея, transliterat: Eolomeia) este un film științifico-fantastic din 1972 regizat de Herrmann Zschoche, bazat pe cartea cu același nume de Angel Wagenstein. Filmul a fost o coproducție est-germano-sovietico-bulgară.

## Rezumat
Opt nave spațiale dispar și contactul radio cu enorma stație spațială „Margot” este întrerupt. Profesoara Maria Scholl și înaltul consiliu au decretat interdicția de zbor pentru toate celelalte nave spațiale. Cu toate acestea, o navă reușește să părăsească Pământul. Cauza tuturor acestor evenimente ciudate o reprezintă semnale misterioase în codul Morse care au ajuns pe Pământ din constelația Cygnus (Lebăda). Descifrat, conține doar cuvântul „Eolomea”, care pare să se refere la o planetă. Împreună cu căpitanul Daniel Lagny, un excentric fără motivație, Maria Scholl începe o călătorie riscantă către stația spațială „Margot” pentru a descoperi secretul, doar pentru a afla că o expediție (planificată în secret) de nave spațiale furate pornesc spre Eolomea împotriva voinței guvernului. 

## Distribuție
- Cox Habbema: Prof. Maria Scholl
- Ivan Andonov: Daniel Lagny
- Rolf Hoppe: Prof. Oli Tal
- Vsevolod Sanaiev: Kun, pilotul
- Peter Slabakov: Pierre Brodski
- Wolfgang Greese: președinte
- Holger Mahlich: navigator
- Benjamin Besson: căpitanul Sima Kun
- Evelyn Opoczynski: colega lui Scholl
- Heidemarie Schneider: colega lui Sima Kun
- Manfred Krug – Daniel Lagny (voce)

## Ediții
Versiunea originală, întreagă, a fost relansată de DEFA Film Library la Universitatea Massachusetts Amherst în 2005.